# Антиох VIII Грюпос
Антиох VIII Грюпос (Grypus, гр. „Кривоносия“), с официални прозвища Филометор, Калиник и Епифан, е владетел от династията на Селевкидите, син на Деметрий II Никатор и Клеопатра Теа. Управлява от 125 пр.н.е. до 96 пр.н.е..
Идва на трона в Сирия след свалянето на узурпатора Александър II Забинас и след като Клеопатра Теа отравя другия си син Селевк V Филометор. Тя е регент на непълнолетния Антиох VIII до 123 пр.н.е. когато е отровена от него.
Антиох VIII бил известен с познанията си в областта на токсикологията. Прославя се също като ленив владетел живеещ в разточителство. Началният период от управлението му преминава в относително спокойствие за Сирийското царство, но през 116 пр.н.е. неговият полубрат и племенник Антиох IX Кизикен окупира Коилесирия и част от Южна Сирия, откъдето дълги години води междуособна война с Антиох VIII. В династичния конфликт се намесват Птолемеите, които също са в гражданска война помежду си (Птолемей IX подкрепя Антиох IX Кизикен, а Птолемей X – Антиох VIII Грюпос).
Първоначално Антиох VIII губи столицата Антиохия и е принуден временно да се изтегли в Киликия (113 пр.н.е.). Впоследствие Антиохия неколкократно е превземана от враждуващите страни и преминава под контрола първо пак на Антиох VIII (112 пр.н.е.), който пленява убива Клеопатра IV, жената на Антиох IX, който след това повторно завзема столицата (111/110 пр.н.е.), отново загубена през 109 пр.н.е. в полза на противника му. Против Антиох IX Кизикен се обявяват Хасмонеите в Юдея, подкрепяни от Рим. В 103 пр.н.е. е сключено примирие и Сирийското царство е поделено – Антиох VIII запазва властта на север в Сирия и Киликия, Антиох IX управлява на юг в Коилесирия.
През 96 пр.н.е. Антиох VIII е убит от съветника си Хераклеон. Наследен е от сина си Селевк VI Епифан. По време на неговите наследници междуособиците в Сирия са възобновени.

### Семейство и наследници
През 124 пр.н.е. Антиох VIII се жени за Трифаена (* ок. 141 пр.н.е., † 111 пр.н.е.), дъщеря на египетския фараон Птолемей VIII, който му изпраща също помощна войска, и на Клеопатра III от династията на Птолемеите. Двамата имат пет сина и една дъщеря:
- Лаодика VII Теа (* между 122 и 115 пр.н.е.), която се омъжва за Митридат I Калиник от Комагена
- Селевк VI Епифан (* ок. 120; † 95), Селевкидски цар 96-95
- Антиох XI Епифан (* ок. 115 или 113; † 92), Селевкидски цар 95-92
- Филип I Филаделф (* ок. 115 или 113; † 83), близнак на Антиох XI, Селевкидски цар 95-83
- Деметрий III Еукер (* ок. 115; † 88), Селевкидски цар 95-88
- Антиох XII Дионисий (* ок. 114; † 84), Селевкидски цар 87-84

След смъртта на Трифаена († 111 пр.н.е.) Антиох VIII се жени през 103 пр.н.е. за нейната сестра Клеопатра Селена I (* 135 пр.н.е.; † 69 пр.н.е.). Бракът остава бездетен.